# ویراوول
ویراوول (به لاتین: Viravul) یک منطقه مسکونی است که در شهرستان لنکران در جمهوری آذربایجان واقع شده است. ویراوول ۳۴۵۳ نفر جمعیت دارد.

## ریشه واژه
وِر یا ویر یا وی در زبان تالشی به‌معنی بید یا درخت بید و ویل یا وول به‌معنی گل است و معنای کامل آن به‌صورت گل بید است. برخی نیز معنی کامل آن را رودخانه‌ای با آب فراوان می‌دانند.